# Jesolo
Jesolo (egyes források szerint Iesolo, venetóiul: Jèxoło, Jèxoł) olaszországi város és község Velence megyében, az Adriai-tenger északi partvidékén.
Érdekessége, hogy két központja van, az egyik az „óvárosi” (Centro Storico), maga Jesolo központja, a másik Lido di Jesolo főutcája, amivel egyedüli az olasz városok között.
Lido di Jesolo főutcája (Via dei Mille - Via Giuseppe Verdi - Via Ugo Foscolo - Via Silvio Trentin - Via Andrea Bafile - Via Dante Alighieri) este 8 órától reggel 6 óráig le van zárva a forgalom elől (kivéve a helyi rendőrségek és éjszakai turistabusz), így teljes egészében sétáló utcának használható.

## Fekvése
A város Velencétől északra található, Eraclea és Cavallino-Treporti között. Jesolóról nevezték el a lagúna egy részét (22 km²), amely a Sile és a Piave folyók között található.

## Történelem
A római időkben a város mai területét a lagúna vize borította. Csak néhány sziget volt itt, a legnagyobbat Equilium („a lovak helye”) néven ismerték, egyesek ebből származtatják Jesolo mai nevét.

## Gazdaság
A város gazdasága a turizmuson alapszik. Az egyik városrész, Lido di Jesolo maga 15 km-es homokos stranddal rendelkezik, mely a város legfőbb vonzereje. Az ide látogatók száma az utóbbi években eléri az évi hatmillió főt.

## Látnivalók
A környék természeti látnivalókban gazdag, számos ritka növény- és állatfaj található meg itt. Ezekből található egy gyűjtemény a via Bafile 172. alatti múzeumban (Museo Civico di Storia Naturale di Jesolo), ahol több mint 15 ezer könyv, valamint hasonló számú kiállított tárgy mutatja be a lagúna élővilágát.
Archeológiai emlékek:
- ókori római és őskeresztény épületfalak maradványa 2 km-re a városközponttól (egy katedrális és a San Mauro-templom romjai)
- Torre Caligo

Jellegzetes látnivaló a város déli végén, a Sile partján található világítótorony (Il Faro di Jesolo) is. Érdekesség, hogy tévesen nevezik így,  mivel eredeti neve Faro di Piave Vecchia, és nem Jesolóhoz köthető elsősorban, hanem Cavallino községhez. Egy bizonyos megállapodás szerint a továbbiakban nevezhető Il Faro di Jesolónak is. A tornyot 1846-ban építtette katonai célokra az osztrák kormány. 1944-ben a második világháborúban megsemmisült, majd később, 1949 és 1951 között újraépítették. Az építmény 48 méter magas, henger alakú amit szürke-fehér sávok díszítenek. Belsejében 243 darab isztriai kőből készült csigalépcső vezet fel a torony csúcsáig. Fényjelzése akár 30 km-ről is jól észrevehető. Jelenleg eredeti funkciójában már nem használatos, ui. a tengerészek is a GPS-t használják a navigációban.

## Szórakozási lehetőségek
- Aqualandia, Olaszország legnagyobb víziparkja (80 000 m²), legfőbb látványossága a világ legmagasabb csúszdája (42 m), melynek végén a lecsúszó ember közel 100 km/h-s sebességet érhet el. Hat tematikus részre van osztva (Funnyland, zona adrenalinica, music on the beach, zona sportiva, zona relax, zona ristoro) és van mellette egy minigolfpálya is.
- Pista Azzurra – 1961-ben megnyitott gokartpálya
- Golf Club Jesolo - 900 000 m²-es golfpálya
- New Jesolandia - 50 attrakciós vidámpark
- Adventure Golf - minigolfpálya
- Jolly Roger - galeon típusú vitorláshajó

## Kultúra

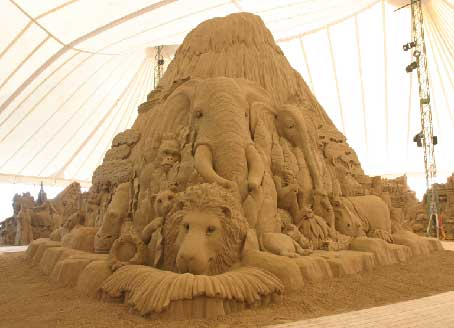
Homokszobrászat

- Homokszobrászat (Festival internazionale delle sculture di sabbia di Jesolo) - 1998-ban indított szobrászverseny, amelyben a tengerparti homokból kell szobrokat alkotniuk a résztvevőknek. 2001-től konkrét témák szerint kell az alkotásokat elkészíteni (2001 - Alice Csodaországban; 2002 - Excalibur; 2003 - Antik Róma; 2004 - Antik Egyiptom; 2005 - Hollywood; 2006 - Afrika; 2007 - Vadnyugat; 2008 - Kína)
- Jesolo Air Show - augusztusban rendezik, légi bemutató
- Holdfény Félmaraton (Moonlight Halfmarathon) - május végén rendezik, éjszakai futóverseny Cavallino-Treporti (Punta Sabbioni) és Jesolo között
- antikvár vásárok: Incontro col passato a piazza Torinón (1988-tól) és Giovedì antiquario e del collezionista a piazza Brescián és a piazzetta Casabiancán (1994-től) - júliusban és augusztusban csütörtökönként
- Locus Animae - kortárs művészeti seregszemle augusztus közepén a Park Hotel Brasilia kiállítótermében
- Szüreti felvonulás - szeptember első hétvégéjén rendezik meg Lido di Jesolo sétálóutcáján, különböző feldíszített járművek felvonulásával, jelmezbe öltözve kóstoltatják a nagyérdeműt a legfinomabb olasz borokkal.

## Közlekedés
A város és környékének tömegközlekedését a San Donà di Piave székhelyű ATVO (Azienda Trasportoi Veneto Orientale) látja el. Nyáron a Lido főutcáján (via Bafile) „utcai vonat” közlekedik, a Jtaca társaság üzemeltetésében.
Jesolóban kapcsolódik össze két regionális főút (SP 43 - Portegrandi és SP 42 - Jesolana). Készül egy várost elkerülő út is, amely csökkenteni fogja a belváros (főként nyári) zsúfoltságát. A legközelebbi autópálya, a Velence-Trieszt irányú A4-es, a város a „San Donà di Piave/Noventa” kijáraton érhető el legkönnyebben.
Szintén San Donà di Piavében van a legközelebbi vasútállomás (15 km).
Repülőtér kettő is van a közelben, a velencei Aeroporto Marco Polo és a trevisói Aeroporto Canova.
A fő utca teljes hosszán felfestett kerékpársáv található.

## Sport
- Labdarúgás:
  - Associazione Calcio Jesolo (első osztály)
  - Unione Sportiva Città di Jesolo (D széria, C bajnokság)
  - Jesolo Calcio a 5 (C1 bajnokság)
- Kosárlabda:
  - Jesolosandonà Basket (B1 kategória)
- Röplabda:
  - Unionvolley (D széria)
- Rögbi:
  - ASD Jesolo Rugby (venetói C széria, C IV bajnokság)
- Egyéb sport:
  - A.S.D. judo Kodokan Jesolo (gyermek és ifjúsági cselgáncs)

## Testvérvárosok
- Velden am Wörther See, Ausztria, 2006 óta

## Frazionék
- Lido di Jesolo - szállodaváros, Jesolo tengerparti része
- Cortelazzo - a Piave partján található halásztelepülés (1500 fő)
- Ca' Fornera - tipikus mezőgazdasági település 3 km-re a központtól a Piave partján, látványossága a San Giuseppe-templom
- Ca' Nani - település 2 km-re a központtól, érdekessége, hogy a Trevisói egyházmegyéhez tartozik, nem a Velencei patriarkátushoz
- Ca' Pirami - település 3 km-re a központtól, nevét a via Piramiról kapta, amely mellett fekszik
- Lio Maggiore - a lagúna mellett fekszik, itt áll a Torre Caligo, az egykori vámház, melyben egy Sant'Antoniónak szentelt 18. századi imaház is található. A település halászatból él.
- Pasarella di Sotto - főként mezőgazdaságból élő település San Donà határában, XIX. századi Mária mennybemenetele temploma jelentős
- Piave Nouvo

## Galéria

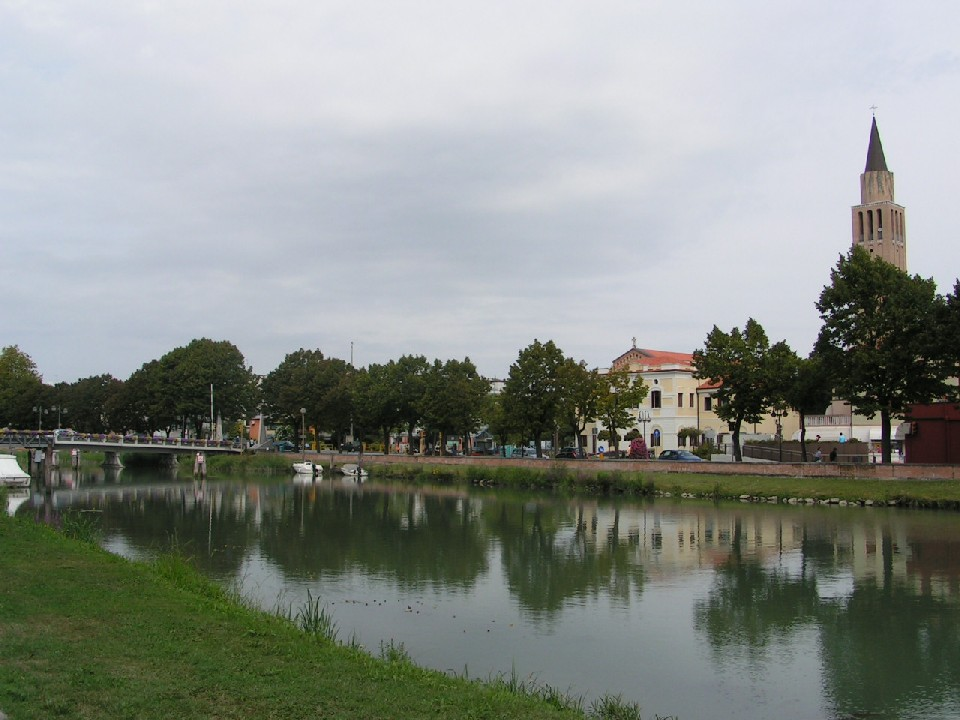
Jesolo központja
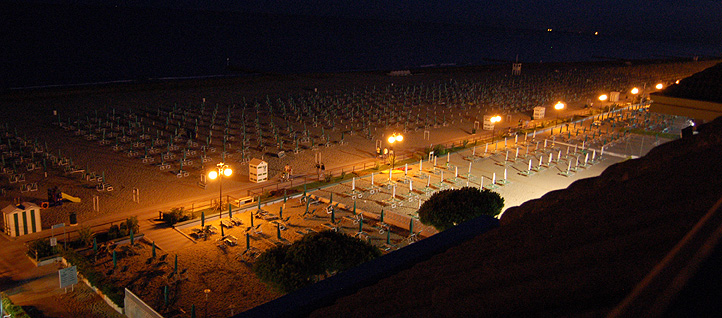
Lido di Jesolo tengerpartja éjszaka

## Külső hivatkozások
- Információk Jesolóról
- Nonprofit portál Jesolóról szóló információkkal
- Jesolo Tourism Association Webkamerája
- Aqualandia.it
- NightMarathon.it